# Dypterygia obscurior
Dypterygia obscurior là một loài bướm đêm trong họ Noctuidae.